# Sojoez MS-22

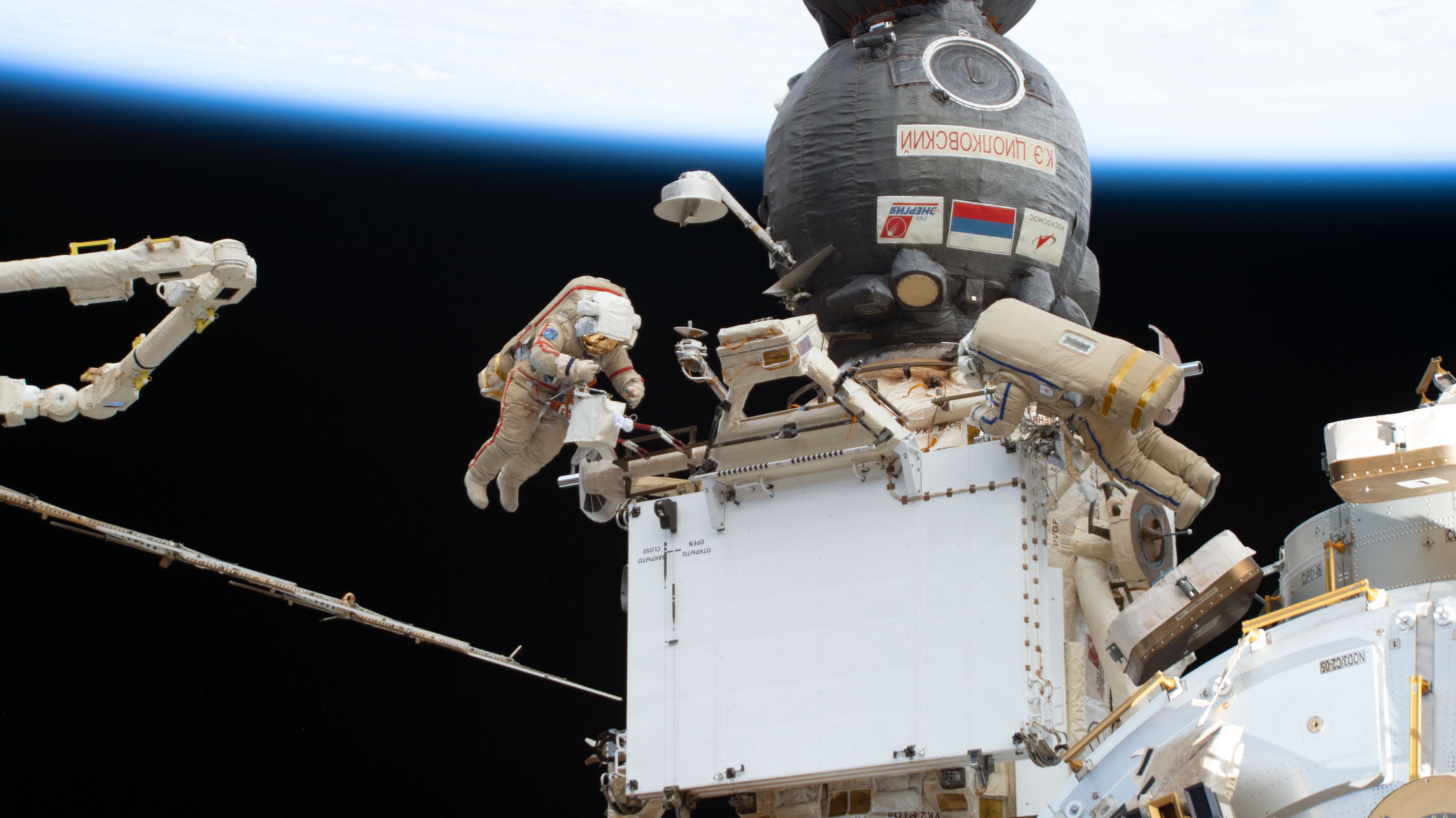
Sergej Prokopjev en Dmitry Petelin voor de Rassvet-module tijdens een ruimtewandeling op 17 november 2022. De aangemeerde Sojoez MS-22 is te zien in de bovenste helft van de afbeelding

Sojoez MS-22 (Russisch: Союз МС-22) is een ruimtevlucht uitgevoerd door het Russische ruimtestaatsbedrijf Roskosmos naar het Internationaal ruimtestation ISS. Het is de 150ste vlucht van een Sojoez-capsule en de tweeëntwintigste van het Sojoez MS-type. De lancering vond plaats op 21 september 2022 vanaf het Kosmodroom Bajkonoer Door ernstige schade die het voertuig tijdens de missie opliep zou de bemanning ruim een jaar later met Sojoez MS-23 terugkeren.

## Bemanning
De oorspronkelijke drie Russische bemanningsleden werden in mei 2021 aangewezen. De Amerikaanse astronaut Francisco Rubio verving Anna Kikina als onderdeel van het Sojoez-Dragon crew swap-systeem waarbij ten minste één NASA-astronaut en één Roscosmos-kosmonaut op elk van de rotatiemissies van de bemanning werden gehouden. Dit zorgt ervoor dat beide landen aanwezig zijn op het station en de mogelijkheid hebben om hun afzonderlijke systemen te behouden als Sojoez- of commerciële bemanningsvoertuigen voor een langere periode aan de grond staan.
| Positie           | Ruimtevaarder                               |
| ----------------- | ------------------------------------------- |
| Commandant        | Sergej Prokopjev, Roskosmos 2e ruimtevlucht |
| Flight Engineer 1 | Dmitri Petelin, Roskosmos 1e ruimtevlucht   |
| Flight Engineer 2 | Francisco Rubio, NASA 1e ruimtevlucht       |

### Reservebemanning
| Positie           | Ruimtevaarder             |
| ----------------- | ------------------------- |
| Commandant        | Oleg Kononenko, Roskosmos |
| Flight Engineer 1 | Nikolaj Tsjoeb, Roskosmos |
| Flight Engineer 2 | Loral O'Hara, NASA        |

## Ruimtecapsule
De Sojoez-capsule is vernoemd naar Konstantin Tsiolkovsky (1857-1935), de Russische schoolmeester die tegenwoordig samen met beroemdheden als Robert Goddard en Hermann Oberth wordt gezien als een van de grondleggers van de moderne raketten en ruimtevaart.

## Lekkage-incidenten

Lekkage MS-22 op 15 december 2022

Op 15 december 2022 moest een ruimtewandeling vanuit het ISS worden afgebroken toen er koelvloeistof uit de aangekoppelde Sojoez begon te lekken. Men kreeg het lek niet onder controle en na enkele uren was alle iso-octaan uit het externe koelsysteem van het ruimtevaartuig weggelekt. De gevolgen voor de terugvlucht waren toen nog onduidelijk. Mocht de schade onoverkomelijk zijn dan zou er mogelijk een andere capsule naar het ISS moeten worden gestuurd om de bemanning op te halen.
Op 22 december 2022 werd door Roskosmos en NASA gemeld dat, hoewel de aarde door de Geminiden-zwerm ging op het moment dat het lek ontstond, het onwaarschijnlijk was dat een Geminiden-meteoor de Sojoez aan die zijde heeft geraakt. Een impact door een andere micrometeoor of ruimtepuin werd niet uitgesloten, het gaat om een lek van 0,8 millimeter. Met behulp van de robotarmen van het ISS waren reeds foto’s gemaakt van de plaats met schade, maar de kwaliteit daarvan was door de lichtval onvoldoende om tot conclusies te komen. Zonder koeling liep de temperatuur in de capsule in de dagen daarna op tot zo’n 30 °C.
De volgende bemande missie van het Sojoez-ruimtevaartuig stond gepland voor maart 2023 en zou zonder bemanningsleden kunnen worden gelanceerd om zo de drie ISS-bemanningsleden op te halen. Die lancering kan maximaal twee tot drie weken eerder worden uitgevoerd in februari 2023.
Op 30 december 2022 liet NASA weten te onderzoeken of er eventueel een mogelijkheid is om de MS-22-bemanning aan boord van Crew Dragon Endurance te laten terugkeren. Endurance is bij het ISS aangekoppeld. Het lifesupportsysteem van Crew Dragons is ontworpen om zeven mensen te ondersteunen. Het interieur van de huidige Crew Dragons bevat vier stoelen die bezet zijn voor de bemanning van vlucht SpaceX Crew-5. Onder die stoelen is echter meer ruimte.
Op 11 januari maakte Roskosmos bekend dat ze Sojoez MS-22 zonder bemanning zouden laten terugkeren en Sojoez MS-23 vervroegd, op of rond 20 februari, ter vervanging te sturen. De bemanning zal in het ruimtestation blijven tot Sojoez MS-24 arriveert. NASA en Roskosmos gingen er toen van uit dat de oorzaak een micrometeoriet was. 17 januari 2023 werd door NASA toch een stukje ruimtepuin als oorzaak aangeduid.
Op 11 februari 2023 ontstond een mogelijk soortgelijk lek in vrachtcapsule Progress MS-21. Eerdere conclusies over de oorzaak worden in twijfel getrokken. Het Progress-ruimtevaartuig, bekend als Progress 82 (NASA) en Progress MS-21 (Roscosmos), verliet de Poisk-module van het internationale ruimtestation na bijna vier maanden op 18 februari 2023. Het koelvloeistoflek van het vrachtschip had invloed op de autonome elektronische systemen die het ruimtevaartuig besturen maar het vrachtschip is zoals gepland boven de Grote Oceaan verbrand.
Op 13 februari 2023 werden door Roscosmos de eerste foto’s beschikbaar van de schade aan de ruimtecapsule.
De lancering van de onbemande Sojoez MS-23 werd in februari 2023 verschoven naar maart 2023. MS-23 had op 19 februari 2023 gelanceerd moeten worden maar men had meer tijd nodig voor onderzoek naar het lek in het koelvloeistofsysteem van de Progress. Roscosmos wilde zeker weten dat er geen breder probleem was dat alle Sojoez- en Progress-voertuigen zou treffen voordat Sojoez MS-23 werd gelanceerd. Die aankondiging werd door Roscosmos op 21 februari 2023 weer herzien en de lancering van Sojoez MS-23 werd verschoven naar 24 februari 2023. Na onderzoek werd vastgesteld dat de twee lekkage-gebeurtenissen te wijten waren aan niet-verwante micrometeoren.
Sojoez MS-23 werd op 24 februari 2023, 00.24 GMT, gelanceerd vanaf Kosmodroom Bajkonoer. Er waren geen kosmonauten aan boord van het ruimtevaartuig dat autonoom naar het internationale ruimtestation ISS is afgereisd waar het op 26 februari 2023, 00.58 GMT arriveerde.
Het Sojoez MS-22-ruimtevaartuig keerde op 28 maart 2023 zonder astronauten aan boord terug naar de aarde en landde op de steppen van Kazachstan op ongeveer 146 kilometer ten zuidoosten van de stad Jezqazğan.